# Minettia shewelli
Minettia shewelli är en tvåvingeart som beskrevs av Steyskal 1971. Minettia shewelli ingår i släktet Minettia och familjen lövflugor. Inga underarter finns listade i Catalogue of Life.